# Историја Малте
Острво Малта насељено је још од одвајања од Сицилије око 5200. године п. н. е. Од 10. до 7. века п. н. е. острво насељавају Феничани, а од 400. године п. н. е. Картагињани. У саставу Римске државе је од 218. године п. н. е. Од 870. године нове ере Малта је под муслиманском влашћу. Ослободили су је владари Сицилије који владају до 1530. године. Након османског освајања Родоса, Хоспиталци преносе свој центар на Малту. Наполеон Бонапарта осваја Малту 1798. године током свог похода на Египат. Након завршетка Наполеонових ратова Малта је под британским протекторатом. Самоуправу је стекла тек након завршетка Другог светског рата 1945. године, а независна краљевина постала је 1964. године. Од 1974. године Малта је република.

## Праисторија
Људи су први пут дошли на Малту око 5200. године п. н. е. Неолитски човек је на Малту највероватније допловио са Сицилије која се налази на око 100 километара северно од острва. Били су то Сикани, племе сродно Иберцима. Становништво се у периоду неолита углавном бавило пољопривредом и риболовом. Људи су живели у пећинама и отвореним кућама. У наредним вековима долази до успостављања контакта становника Малте са другим културама које остављају свој утицај на становнике острва (што се види по бојама керамичких посуда).
Половина 4. миленијума п. н. е. карактеристична је по мегалитским малтешким храмовима. Џгантија на острву Гоцо једно је од најстаријих грађевина Европе. Храмови су грађени у облику пет полукружних просторија са заједничким центром. Претпоставља се да су оне представљале главу, руке и ноге неког божанства јер је најчешћа фигура на коју су археолози наилазили дебела жена - симбол плодности. Период малтешких храмова трајао је до половине 3. миленијума п. н. е. Тада је ова култура нестала из непознатих разлога. Могуће је да је уништена или асимилована.
Након периода малтешких храмова наступа бронзано доба. Из овог периода постоје остаци бројних насеља и села, као и долмени - склиптуре састављене од великих камених плоча. Становништво бронзаног доба на Малти није потицало од оног из периода мегалитских храмова. Претпоставка да је и оно стигло са Сицилије заснива се на сличностима у грађевинама сицилијанских и малтешких људи. Једини сачувани менхир и даље стоји у Киркопу. Људи културе бронзаног доба на Малти такође су нестали из непознатих разлога.

## Стари век
Експанзија Новоасирског краљевства принудила је становнике феничанског града Тира да извор сировина потраже ван граница Леванта. Феничани између 10. и 7. века формирају низ колонија широм Медитерана. Малта је колонизована приближно у 7. веку п. н. е. Феничани су острво назвали Maleth/Malat што значи „заштићена зона". Феничани су живели у области које данас заузима град Мдина и њено предграђе Рабат. Нововавилонски цар Набуходоносор осваја феничанске градове почетком 6. века п. н. е. Око 400. године п. н. е. Малту насељавају Картагињани. Они су на острву основали бројне градове као што су Рас ир-Раћеб и Зејтун. Пунска култура шири се широм острва. Малта се под контролом Римске републике налази од 218. године п. н. е.
Малта је под контролом Римљана од 218. године п. н. е. до 870. године н. е. Становништво је током ових 10 векова у потпуности романизовано. Острво је присаједињено провинцији Сицилији. Тит Ливије наводи да је Малта потпала под власт Римљана на почетку Другог пунског рата. Командант картагинског гарнизона препустио је острво римском војсковођи Тиберије Семпроније Лонгу без отпора. Приликом поделе Римског царства, Малта је припала Источном римском царству.
Град Мелита је током римског периода постала административно седиште острва. Нови завет бележи да се Свети Павле 60. године н. е. након преживљеног бродолома нашао на острву по имену Мелита. Острво су покорили Вандали 440. године. Они су недавно створили своју државу у северној Африци. Јустинијанов војсковођа Велизар је преотео Вандалима острво 533. године током Вандалског рата. У наредних 340 година Малта је у саставу римске провинције Сицилије.

## Средњи век
Аглабиди окупирају Малту 870. године. Следећих 200 године Малта је под муслиманском контролом, најпре Сицилијанског емирата (870—909), а потом и Фатимидског калифата. Током муслиманске владавине над Малтом долази до ширења нове технике наводњавања, започето је са садњом лимуна и наранџа и уведен је сицилијанско-арапски језик. Од 1091. до 1530. године Малтом управљају краљеви Сицилије. Започео је процес потпуне латинизације Малте. Острво је од муслимана преотео Руђер I Сицилијански. Године 1091. Руђер је покренуо флоту за освајање Малте. Тиме је желео спречити муслиманске нападе из северне Африке. Малобројни браниоци повукли су се пред норманским освајачима. Већ сутрадан након искрцавања на Малту, Нормани освајају престоницу Мдину. Са муслиманским кадијом склопио је мир. Хришћански заробљеници су ослобођени. Године 1191. Танкред Сицилијански именује Маргарита од Бриндизија првим грофом Малте. Међутим, ислам је до 1224. године остао присутан на острву.
Католицизам је постао државна религија Малте. Острво је потпадало под јурисдикцију сицилијанске бискупије Палермо. Династија Хоенштауфен управља острвом од 1194. до 1266. године. Цар Фридрих I је 1224. године протерао муслиманско становништво са Малте. Малтом потом накратко влада Анжујска династија која је, због прекомерних пореза, била непопуларна. Карло I Анжујски 1275. године пљачка острво Гоцо. Након Сицилијанског вечерња, краљевина се дели на Напуљску и Сицилијанску краљевину. Заједно са Сицилијом, Малта је потпала под власт Арагона. Рођаци владара Арагона владају Малтом до 1409. године, када она постаје део Круне Арагона. Деца арагонских краљева именована су кнежевима Малте. Септембра 1429. године Хафсиди покушавају да освоје Малту, али су одбијени од стране Малтежана. Ипак су успели да заробе 3000 хришћана.

## Нови век
Почетком 16. века, Османско царство шири своју власт на целу југоисточну Европу. Шпански краљ Карло V се бојао да би пад Рима под Турке означио крај хришћанске Европе. Малтешки витезови, познатији као Хоспиталци, основани су након Првог крсташког рата у краљевини Јерусалим 1113. године. Њихов центар било је острво Родос. Турски султан Сулејман Величанствени осваја Родос 1522. године. Карло V сели Хоспиталце на Малту која постаје центар овог витешког реда (1530). Тиме је желео спречити поморске нападе Османског царства на италијанску обалу. По мајстору Хоспиталаца, Жану де ла Валети назив је добио садашњи главни град острва - Валета.
Сулејман Величанствени предузима опсаду Малте 1565. године. Опсада је започела 18. маја и трајала је до 8. септембра исте године. Малтежани и Хоспиталци издржали су османску опсаду. Предстојећа зима и олује приморале су Турке да подигну опсаду. Османско царство очекивало је да у неколико седмица освоји острво. Због тога је Сулејман прикупио велику војску од 40.000 људи док су Хоспиталци имали свега 9000 витезова. Након велике опсаде Малте изграђена је Валета.

### Француска окупација
Временом опада моћ Малтешких витезова. Њихова владавина над острвом прекинута је 1798. године. У складу са одлукама Директоријума, Наполеон Бонапарта покреће инвазију на Египат како би Британце одсекао од пролаза између Средоземног и Црвеног мора и тако их спречио да тим путем плове до своје најзначајније колоније - Индије. Наполеон је тражио сигурну луку за своје бродове. Када је ушао у Валету, окренуо је оружје против Малтежана. Велики мајстор Хоспиталаца капитулирао је 11. јуна. Наредног дана потписао је уговор којим је предао суверенитет над Малтом Првој француској републици. Наполеон је, са друге стране, обећао Хоспиталцима кнежевину једнаку територији Малте. Гоцо је такође проглашен независном државом на челу са Фердинандом I од Две Сицилије.
Наполеон Бонапарта је на острву провео шест дана. За то време спровео је бројне реформе. Створио је нову администрацију, уредио је финансије, укинуо феудалне обичаје и ропство, дао слободу свим турским робовима (било их је 2000), уредио судство, образовање, основао петнаест основних школа и др. Потом је отпловио за Египат остављајући јак гарнизон на острву. Француски окупатори убрзо су постали непопуларни на Малти, највише због верске политике. Они су затварали манастире, одузимали црквене драгоцености, посебно мач Жана де ла Валета који је изложен у париском Лувру. Малтежани дижу побуну, а француски гарнизон, предвођен генералом Клодом-Анријем Белграндом Бубоом повукао се у Валету. Британска флота Хорација Нелсона, потпомогнута бродовима Две Сицилије, блокира француске снаге на острву 1799. године. Гарнизон се предао следеће године.

### Британска управа
Након одласка француских снага, Малтежани су саставили декларацију у којој су своје острво ставили под директну заштиту британског владара који није имао права да управу над острвом повери неком другом. Тако је Малта постала британски протекторат на челу са гувернером Александром Белом. Одредбама Амијенског мира по завршетку Рата друге коалиције (1802), Британија је имала да евакуише острво, али овај захтев није спровела. То је један од разлога за наставак рата између Британије и Француске. Иако Британија најпре Малти није придавала велики значај, њене луке су постале цењене након отварања Суецког канала 1869. године. Малта је постала значајна војна и поморска тврђава и седиште британске медитеранске флоте. Британска влада је током 19. века спровела неколико либералних уставних реформи.
Од 1800. до 1813. године Малта је британски протекторат. Године 1813. она је добила устав, а Бечким конгресом (1815), потврђена је британска управа над острвом предвиђена Париским уговором из 1814. године. Од тада па до стицања независности, Малта је британска крунска колонија. Године 1831. малтежанска црква стекла је независност у односу на столицу у Палерму. Године 1839. отпочела је изградња англиканске катедрале Светог Павла.
У последњој четвртини 19. века долази до приметног техничког и финансијског успона Малте. Англо-египатска банка отворена је 1882. године, а прва пруга следеће године. Прве малтежанске поштанске марке издате су 1885. године. Године 1904. на Малти се појавио трамвај. Године 1886. хирург Дејвид Брус открио је микроб којег је назвао Малтска болест (Бруцелоза). Током Првог светског рата Малта је била позната као „Медицинска сестра Медитерана" због великог броја рањених војника који су на њој били смештени.

## Модерно доба
Године 1919. долази до нереда на Малти због прекомерне цене хлеба. Следеће године Малтежани су стекли већу аутономију. Филипо Скиберас сазвао је 1921. године Народну скупштину. Малта је добила дводомни парламент са Сенатом и Законодавном скупштином. Џозеф Хауард изабран је за првог премијера Малте. Године 1923. L-Innu Malti је по први пут свирана у јавности. Тридесетих година долази до нестабилности у односима између малтежанске политичке елите, британског владара и католичке цркве. Устав из 1921. године два пута је суспендован (1930. и 1933. године).
Пре доласка Британаца, званичан језик на Малти (од 1530) био је италијански. Године 1934. малтешки је проглашен званичним језиком. Две године касније донета је одлука по којој су малтешки и енглески језици једини званични језици Малте.
До Другог светског рата, Валета је била седиште британске медитеранске флоте. Упркос примедбама Винстона Черчила, њено седиште пренето је у Александрију у Египту априла 1937. године због страха да је Малта превише изложена ваздушним нападима. У време италијанске објаве рата (10. јун 1940) на Малти је било мање од 4000 војника и залиха за око 5 недеља за 300.000 људи. Противваздушна одбрана састојала се од 42 противавионска топа (34 тешких и 8 лаких). Малта је бомбардована од стране италијанских и немачких ваздухопловних снага. Британци су је користили за нападе на италијанску морнарицу и на њој су имали подморничку базу. Такође су са Малте Британци хватали сигнале, укључујући и оне са Енигме.

### Други светски рат
Први ваздушни напад на Малту извршен је 11. јуна 1940. године. Тога дана било је шест напада. До децембра 1941. године 330 људи на Малти је убијено, а 297 тешко рањено. Британски краљ Џорџ VI одликовао је Малту „Крстом светог Ђорђа". Године 1942. Британци су покренули операцију Педестал. Послали су флоту да ослободе Малту. Пет бродова успело је да доплови до острва и достави Малтежанима залихе уз помоћ којих су преживели опсаду. Следеће године Малту су посетили Френклин Рузвелт, Винстон Черчил и Џорџ VI. Године 1943. Савезници су покренули напад на Сицилију са Малте.

### После Другог светског рата
Након Другог светског рата Малта је постигла самоуправу. Лабуристичка партија Малте покушала је остварити пуну интеграцију у Уједињено Краљевство. Инцидент око крунисања из 1953. године привремено је ујединио политичаре. Након уставног референдума из 1964. године, Малта је 21. септембра исте године проглашена независном уставном монархијом. Британска краљица Елизабета постала је и краљица Малте. На Малти се 21. септембар слави као дан државности. Малта је примљена у Уједињене нације. Следеће године Малта је приступила Савету Европе, а 1970. године Европској економској заједници. Смртна казна укинута је 1971. године. Следеће године Малта је склопила споразум са Уједињеним Краљевством и другим чланицама НАТО пакта. Започело се са успостављањем блиских културних и економских веза са либијским Моамером ел Гадафијем, као и дипломатске и војне везе са Северном Корејом. Малта је 13. децембра 1974. године постала република. Антони Мамо је био први председник Малте. Између 1976. и 1981. године државу је погодила економска криза. Последње британске снаге напуштају острво 1. априла 1979. године. Националистичка странка Малте залагала се за приступ у Европску унију и настојала је да ојача везе Малте са Западном Европом и САД-ом. Међутим, постојала је и страна која се жестоко противила приступу. То је довело до раздора у земљи. На изборима из 1996. Националисти су освојили највише гласова. Расцеп у Лабуристичкој партији 1998. године резултирало је губитком већине у парламенту. Захтев за чланство поново је покренут 1999. године. Кандидат за чланство Малта је постала 1999. године. Малта се придружила Европској унији 1. маја 2004. године. Од 2008. године Малта је у еврозони.